# Ferrerasgate
Ferrerasgate és un cas de manipulació informativa contra el politòleg Pablo Iglesias, en què s'acusava el llavors líder del partit polític Podemos de tenir un suposat compte bancari obert a les Grenadines en el qual s'afirmava que havia rebut 272.000 dòlars del govern veneçolà de Nicolás Maduro.

## Història
El cas fou destapat a partir de la gravació d'una conversa entre els comissaris de policia José Luis Olivera i José Manuel Villarejo (autor de la gravació), amb el director de la Sexta, Antonio García Ferreras, el directiu d'Atresmedia, Mauricio Casals, i l'empresari Adrián de la Joya.
La notícia falsa del suposat compte bancari de Pablo Iglesias fou publicada el 6 de maig de 2016 per Okdiario sota el titular El Gobierno de Maduro pagó 272.000 dólares a Pablo Iglesias en el paraíso fiscal de Granadinas en 2014, i diversos mitjans de comunicació, entre els quals la Sexta, publicaren tot seguit que la policia espanyola estava investigant la suposada transferència bancària després d'haver rebut informació de la Drug Enforcement Administration (DEA) estatunidenca. L'endemà, El Diario revelà que la notícia era falsa i que el presumpte document exclusiu aportat per Okdiario com a prova dels pagaments estava en realitat copiat de YouTube.
Dies després de la notícia, el 17 maig de 2016, es produí la conversa entre Villarejo i Ferreras en un restaurant del barri madrileny de Salamanca. Aquesta conversa fou publicada, però, el 9 juliol de 2022 per Crónica Libre. Al llarg de la conversa, Ferreras assegura a Villarejo que quan Eduardo Inda publicà la informació va notificar-li que a ell allò li semblava un document poc versemblant i que «una cosa és dir que són bolivarians, que ni els dirigents de Podemos ho neguen, i una altra assumir que el govern de Maduro li ha transferit fons a un compte en un paradís fiscal». Malgrat els dubtes, Ferreras també va difondre la notícia falsa essent ell director de la Sexta.
Ferreras afirmava a les converses que ell mateix havia explicat a Pablo Iglesias que el comissari Villarejo li havia parlat de la informació d'aquells comptes, i que la informació «no era bona i estava contaminada». Segons Villarejo, l'origen de la informació seria el director adjunt operatiu de la Policia, Eugenio Pino, que suposadament l'hauria obtingut de la agència Drug Enforcement Administration.
La gravació de la conversa també va desvelar que els cinc comensals van conspirar per a acabar políticament amb el professor Juan Carlos Monedero, acusant-lo d'utilitzar una estructura empresarial per a facturar un informe i treballs d'assessoria sobre la moneda única llatinoamericana, que va finançar el Banco del Alba, i «disciplinar» el llavors candidat a la presidència d'Espanya Pedro Sánchez.